# Ђеорђе Симион
Ђеорђе-Николаје Симион (рум. George-Nicolae Simion; Фокшани, 21. септембар 1986), често правописно неправилно као „Ђорђе”, румунски је политичар и активиста. Оснивач је и председник Савеза за јединство Румуна. Кандидат је за председника Румуније на изборима 2025.

## Биографија
Рођен је 21. септембра 1986. у Фокшанију. Дипломирао је на Универзитету у Букурешту, а мастер студије завршио на Универзитету „Александру Јоан Куза” у Јашу, са „злочинима комунизма” као темом свог истраживања.
Његово прво јавно учешће у грађанском активизму догодило се 2004. године, када је држао транспарент на којем је писало „Хероји никад не умиру” у Темишвару током 15-годишњице Румунске револуције, која је, као део револуција 1989, окончала 42 године комунистичке владавине у Румунији, од којих је 24 године била под Николајем Чаушескуом. Две године касније, предводио је протест у Букурешту у знак подршке молдавским средњошколским ученицима из Кишињева. Подржава уједињење Румуније и Молдавије због чега су му молдавски званичници забранили улазак у Молдавију.
Дана 27. августа 2022. оженио се 24-годишњом Илинком Мунтеану на православној церемонији у Букурешту. Дана 24. априла 2024. Илинла му је родила дете, дечака по имену Раду, који је крштен 5. јула. У свом извештају о имовинском стању за председничке изборе 2025. године, Симион се рангирао међу кандидатима са најмање личном имовином.